# The Shuffles
The Shuffles foi um grupo neerlandês de música pop, formado em 1963 por Albert West (vocalista), Hans van Liempt, Henk van den Heuvel, Jos Janssens, Hans Sleutjes e Jan van Crey, tendo como agente Jan Vis. Em 10 anos de existência, seu principal sucesso foi "Cha-La-La, I Need You", lançado no primeiro disco, em 1969.

## História
"Cha-La-La, I Need You", música que projetou o The Shuffles e tornou-se o seu maior sucesso, ficou entre as 40 músicas mais tocadas nas rádios neerlandesas durante 19 semanas, rendendo ao grupo 5 milhões de cópias vendidas. O grupo ainda teve outros singles de menor destaque entre 1970 e 1972. Após a saída de Albert Westelaken para seguir carreira solo (mudando seu nome artístico para Albert West), os outros integrantes fizeram também trabalhos paralelos, embora o baixista Henk van den Heuvel tivesse formado uma nova banda, chamada New Shuffles, que durou pouco tempo.

## Integrantes
- Albert West - vocalista (1963–1973; faleceu em 2015)
- Hans van Liempt - baixo, backing vocals (1963–1973)
- Henk van den Heuvel - baixo, backing vocals (1969–1973; faleceu em 2014)
- Jos Janssens - guitarra, backing vocals (1969)
- Hans Sleutjes - teclado, backing vocals (1963–1973)
- Jan van Crey - bateria, backing vocals (1963–1973)

## Singles
- 1969 – "Cha-La-La, I Need You"
- 1970 – "Believe Now in Tomorrow"
- 1970 – "Bitter Tears"
- 1970 – "Teardrop on Teardrop"
- 1970 – "The Way the Music Goes"
- 1970 – "Without You"
- 1971 – "Glory, Glory"
- 1971 – "I Give You My Love"